# رایان بلیک (بازیکن فوتبال)
رایان بلیک (انگلیسی: Ryan Blake؛ زادهٔ ۸ دسامبر ۱۹۹۱) بازیکن فوتبال اهل بریتانیا است.
از باشگاه‌هایی که در آن بازی کرده‌است می‌توان به باشگاه فوتبال همپتون و ریچموند بورو، باشگاه فوتبال ووکینگ، باشگاه فوتبال ابسفلیت یونایتد، باشگاه فوتبال چرتسی تاون، باشگاه فوتبال برنتفورد، باشگاه فوتبال فارن‌بورو، و باشگاه فوتبال کینگستونیان اشاره کرد.
وی همچنین در تیم‌های ملی فوتبال Northern Ireland national under-19 football team و زیر ۲۱ سال ایرلند شمالی بازی کرده‌است.